# Rosa moschata

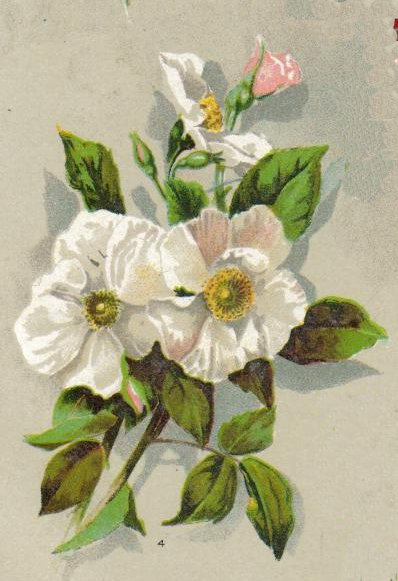
Pintura

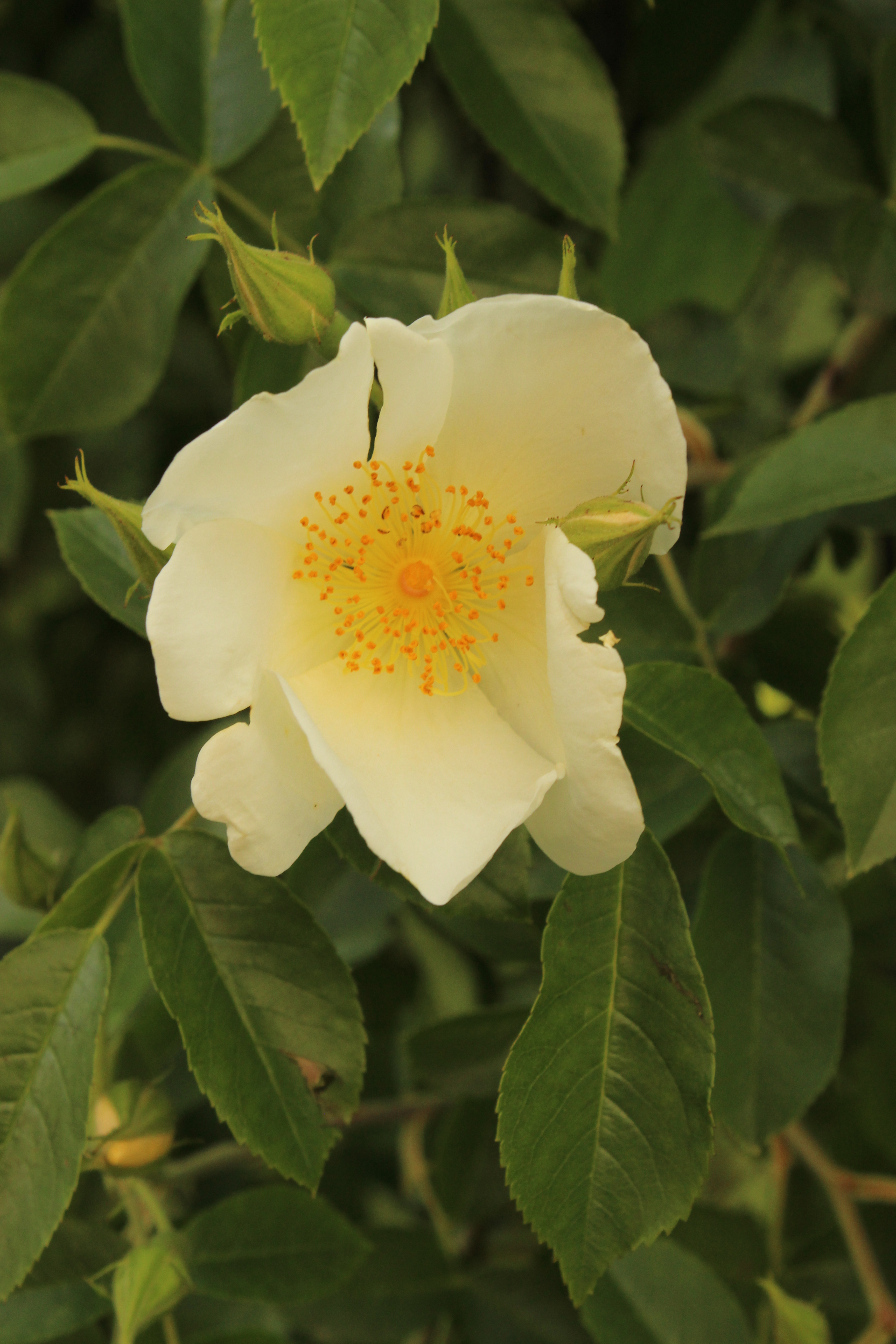
Flor

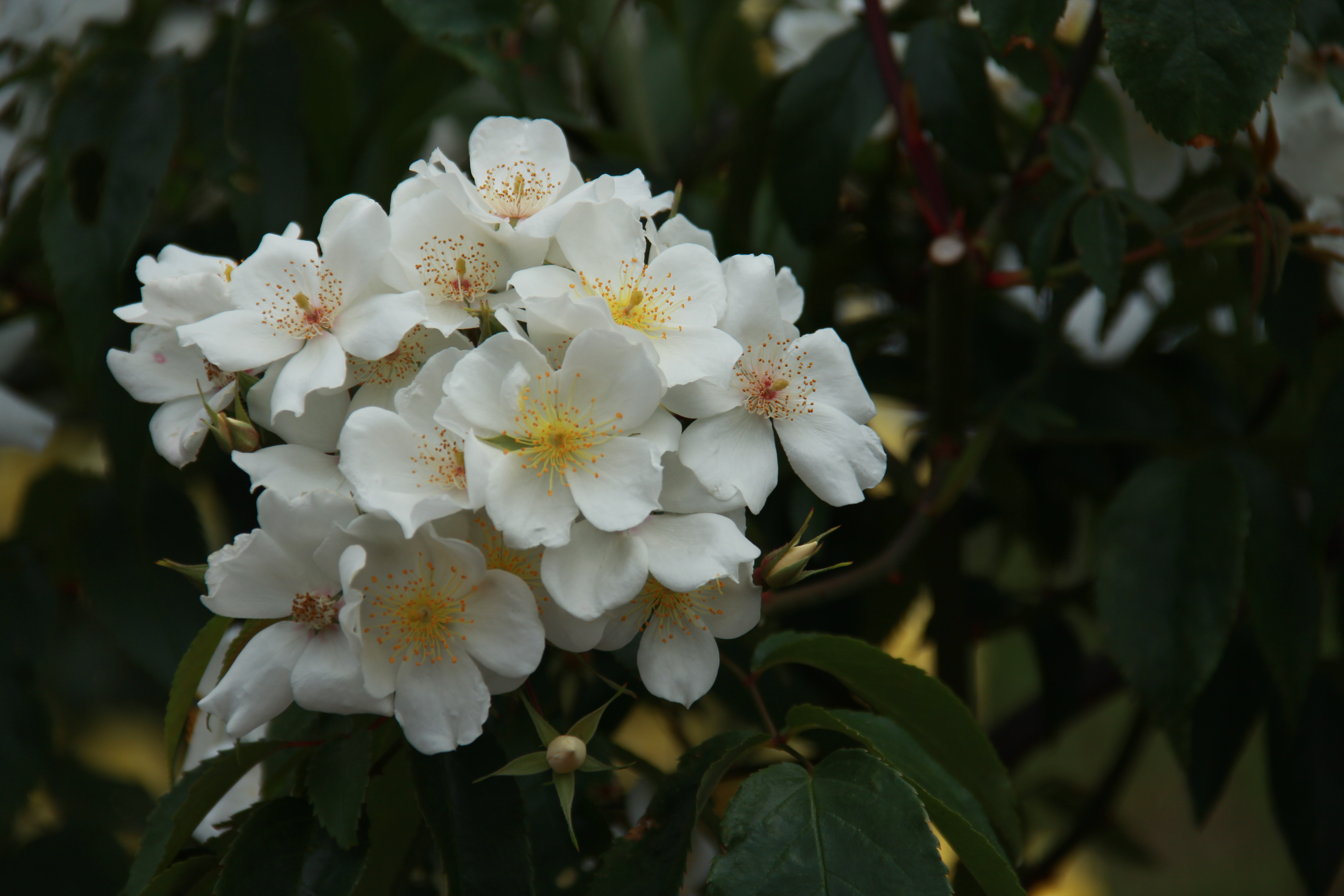
Flors

Rosa moschata és una espècie de planta de la família de les rosàcies que porta molt de temps conreada. Els seus orígens silvestres són incerts però se sospita que es troben a l'oest de l'Himàlaia.

## Descripció
És un arbust que arriba als 3 m d'alçada amb flors blanques d'uns 5 cm en una fluixa cima o corimbe, que floreix a un nou creixement des de finals de primavera fins a finals de tardor als climes càlids, o de finals de l'estiu en endavant a climes d'estius frescos. Els sèpals són de 2 cm de longitud amb punts fins. Les flors tenen una aroma característica d'almesc, que emana dels estams. Aquesta característica també es troba en alguns dels seus descendents.
Les espines a les tiges són rectes o lleugerament corbes i tenen una base àmplia. Les fulles són de color verd clar o verd grisós i tenen de 5 a 7 folíols ovals amb petites dents; les venes a vegades són pubescents i el raquis posseeix espines. Les estípules són estretes amb àmplies terminacions lliures. Fruits petits, ovalats anomenats gavarrons, que es tornen vermell ataronjats a la tardor.
Aquesta espècie ha estat històricament confosa amb Rosa brunonii, una molt semblant de l'Himàlaia. Aquesta espècie és de major altura i hàbit d'enfiladissa que fa les flors a la primavera i que posseeix una olor d'almesc. Es poden distingir als jardins per la seva temporada de floració i pels seus hàbits de creixement diferents.

## Cultiu
S'ha afirmat que no s'han trobat exemples veritablement salvatges de Rosa moschata, tot i que es registra en el cultiu del segle xvi. És important en el cultiu com un pare per a diversos grups de roses cultivades i és valorat per la seva olor i per la seva inusualment llarga temporada de floració entre les espècies de roses.